# Mononcholaimus klatti
Mononcholaimus klatti är en rundmaskart som beskrevs av Allgen 1941. Mononcholaimus klatti ingår i släktet Mononcholaimus och familjen Oncholaimidae. Inga underarter finns listade i Catalogue of Life.